# Barses d’Édesse
Barses d’Édesse ou Saint Barsès (378 apr. J.-C.), est une évêque chrétien, confesseur de la foi, martyr et déclaré Saint par l'Église catholique et orthodoxe.

## Biographie
Barses, est évêque d'Édesse en Mésopotamie (aujourd'hui Urfa en Turquie).
Mais l'empereur romain Valens, qui est arien, s'oppose à Barses qui défend la foi chrétienne définit au concile de Nicée.
fut relégué d'abord dans l'île d'Arade (ou Arado) en Phénicie. Mais l'évêque exilé y est alors « bien accueilli par les populations chrétiennes »,,
.
On rapporte même à Valens que Barses « y guérirait des malades par sa simple parole, s'attirant des foules nombreuses ». L'empereur décide dont de l'exiler un peu plus loin, l'envoyant en Égypte, dans la ville d'Oxyrhynchos. La réputation de l'évêque exilé « attirant encore les foules », l'empereur l'exila un peu plus loin, en Thébaïde, dans un lieu nommée « Philo », sur la frontière de l'empire (proche de la Libye actuelle). Il y décède en mars de l'année 379(ou 378).

## Fête et mémoire
Sa mémoire est célébrée le 12 janvier, mais dans le martyrologe romain, sa fête est placée au 15 octobre,.